# 定林寺 (秩父市)
定林寺（じょうりんじ）は、埼玉県秩父市にある曹洞宗の寺院で、山号は実正山と号する。
本尊真言：おん まか きゃろにきゃ そわか
ご詠歌：あらましを思い定めし林寺 かねききあへずゆめぞさめける

## 歴史
創建年代は不明であるが、壬生良門の開基である。良門は家臣を抱えるひとかどの武将であったが、性格が粗暴で、家臣や領民も困っていた。ある日、家臣の林太郎定元が主君を諌止したところ、逆に追放処分を受けてしまった。林一家は流浪の旅を続け、当地において夫妻ともに病没してしまった。林夫妻には一人の遺児がおり、この子は「空照」という僧侶に引き取られた。その後、良門も当地に至り休憩を取っていた。そこで、元家臣の定元の最期を聞き、己の罪深さを悔いて、亡き定元のために寺を創建することになった。「定林寺」という寺号は「林太郎定元」に由来する。
『今昔物語集』にも、「壬生良門」という人物が登場するが、それとの関係は不明である。
現在は、秩父札所17番となっているが、「長享の秩父札所番付（長享番付）」では1番になっている。江戸時代に入ると、江戸からの巡礼者が秩父往還経由で来るようになったことから、番付が変更になったという。

## 文化財
- 銅鐘（埼玉県指定有形文化財 昭和39年3月27日指定）[3]
- 札所17番実正山定林寺（秩父市指定史跡 昭和40年1月25日指定）[4]

## 交通アクセス
- 秩父駅より徒歩17分
- 西武秩父駅または秩父駅より西武観光バス「小鹿野車庫・栗尾ゆき」にて
  - 「札所十七番入口」下車 徒歩5分 ※「相生町」経由の場合
  - 「西小学校前」下車 徒歩5分 ※「市立病院」経由の場合

## 前後の札所
秩父札所（江戸巡礼古道）
16 西光寺 --（1.3km）-- 17 定林寺 -- (1.1km)-- 18 神門寺